# Корженко Панас Трохимович
Панас Трохимович Корженко (1903, селище Нова Прага, тепер Олександрійського району Кіровоградської області — розстріляний 24 листопада 1937, Київ) — український радянський партійний діяч, 1-й секретар Кам'янець-Подільського окружного комітету КП(б)У. Член ЦК КП(б)У в січні 1934 — травні 1937 р. Кандидат у члени ЦК КП(б)У в червні — вересні 1937 р.

## Біографія
Здобув середню спеціальну освіту. Член РКП(б) з 1921 року.
У середині 1930-х років — 1-й секретар Волочиського районного комітету КП(б)У Вінницької області.
У 1936? — вересні 1937 року — 1-й секретар Кам'янець-Подільського окружного комітету КП(б)У Вінницької області.
26 вересня 1937 року заарештований органами НКВС. 23 листопада 1937 року засуджений до розстрілу. Похований у Биківні. Посмертно реабілітований 2 квітня 1957 року.